# سیارک ۸۹۹۰
سیارک ۸۹۹۰ (به انگلیسی: 8990 Compassion، نامگذاری:1980DN) هشت هزار و نهصد و نودمین سیارک کشف شده‌است که در ۱۹ فوریه ۱۹۸۰ کشف شد.